# 83º Centro C/SAR
L'83º Gruppo SAR è un gruppo dell'Aeronautica Militare destinato a compiti di ricerca e soccorso (SAR) ed impiega elicotteri AgustaWestland HH-139A. È parte integrante del 15º Stormo e, con il trasferimento di quest'ultimo in Romagna nell'ottobre 2010, ora è coubicato con esso presso l'aeroporto di Cervia-Pisignano, lasciando la sua vecchia sede nell'aeroporto di Rimini-Miramare ov'era stanziato dai primi anni ottanta. Tale trasferimento ha inoltre comportato la riorganizzazione del reparto e il cambio di denominazione da Centro a Gruppo.
Dal 1º Gennaio 2022 perde la capacità combat per decisione delle superiori autorità.
Al 10 giugno 1940 l'83º Gruppo Ricognizione Marittima era all'Arsenale Militare Marittimo di Augusta con la 184ª e la 186ª di Augusta e la 189ª Squadriglia dell'Idroscalo di Siracusa sui CANT Z.501 della Regia Aeronautica ed operava per il Comando Militare Marittimo "Sicilia" nell'Aviazione ausiliaria per la Marina.
Al 15 marzo 1941 disponeva di 8 CANT Z.506 ad Augusta dove a luglio 1942 ne ha in forza 9 esemplari come anche a metà aprile 1943.
Al 15 maggio 1944 era all'Idroscalo di Brindisi con la 141ª Squadriglia sui CZ 501 e la 147ª Squadriglia sui CZ 501 e CZ 506.
Nel 1947 l´83º Gruppo Soccorso Aereo era all'Idroscalo di Brindisi.
Il 15 giugno 1950 il Centro di Soccorso di Brindisi viene trasferito sull’idroscalo Luigi Bologna di Taranto da dove viene attivato il servizio SAR (Search And Rescue). Il servizio è svolto dai Cant Z.506 dell’83º Gruppo idro che opererà a Taranto fino al 1959. 
I CZ 506 vengono sostituiti nel 1958 con gli HU-16 Albatross. 
Va ricordato che dal 1993 in poi, l'83° è stato inoltre impegnato con compiti di ricerca e soccorso in zone ostili, dimostrando la propria professionalità in questa specialità nelle operazioni delle forze armate italiane svolte in Somalia, Albania, Kosovo, Iraq.